# Хадсон, Марк (футболист)
Марк Александр Ха́дсон (англ. Mark Alexander Hudson; род. 30 марта 1982, Гилфорд) — английский футболист, защитник; тренер.

## Клубная карьера
В 2000 году Марк Хадсон подписал свой первый профессиональный контракт с клубом «Фулхэм». Он являлся воспитанником академии «дачников», где провёл один год. Несмотря на большие ожидания от игрока, защитник так и не получил возможности выступить в составе лондонского клуба, получая игровую практику лишь на тренировках. В 2003 году Марка отправили в «Олдем Атлетик», где он выступал на правах аренды, сыграв за полгода 15 матчей. В январе 2004 года Хадсон перешёл в состав «Кристал Пэлас», с которым у него также был заключен договор аренды. В течение срока аренды Хадсон сыграл 14 матчей.
Летом 2004 года после полугода, проведённого в аренде у «Кристал Пэлас», защитник пожелал остаться в клубе на постоянной основе, после того как ему была предложена такая возможность. К тому же его новый клуб начал этот сезон в Английской Премьер-лиге. Именно тут состоялся полноценный старт профессиональной карьеры защитника, потому как он стал одним из ключевых игроков в обороне. Хадсон сумел развить свои лучшие навыки защитника благодаря частым появлениям в матчах клуба. За четыре года выступлений в составе «Кристал Пэлас» Марк Хадсон вышел на поле в 106 матчах и забил 7 мячей.
В 2008 году Хадсон был куплен клубом «Чарльтон Атлетик», в составе которого провёл один сезон. Этот сезон Хадсон отыграл очень уверенно и надежно, проявив свой высокий профессионализм футболиста в 43 матчах, где отметился 3 забитыми мячами.
Летним трансферным окном 2009 года состоялся переход Хадсона в клуб «Кардифф Сити». Именно тут Марк впервые надел на руку капитанскую повязку. За четыре года выступлений в «Кардиффе» Хадсон вышел на поле в 143 матчах и забил 11 мячей.
В матче 44-го тура сезона 2011/12 капитан валлийского «Кардифф Сити» Марк Хадсон с 62 метров забил в ворота клуба «Дерби Каунти» гол, который впоследствии был назван лучшим голом клуба в том сезоне.
В августе 2014 года перешёл в «Хаддерсфилд Таун», подписав двухлетнее соглашение с клубом.